# Sistema calicreína-cinina
El sistema calicreína-cinina o sencillamente sistema cinina es un sistema poco definido de proteínas sanguíneas de importancia en las inflamaciones, el control de la presión sanguínea, la coagulación y el dolor. Sus importantes mediadores, la bradiquinina y la calidina son vasodilatadores y actúan sobre muchos tipos de células.

## Historia
Este sistema fue descubierto en 1909 (Abelous & Bardier) cuando unos investigadores observaron que una inyección de orina (con un nivel elevado de cininas) producía hipotensión (presión sanguínea baja). Los investigadores Emil Karl Frey, Heinrich Kraut y Eugen Werle descubrieron el cininógeno de peso molecular elevado en la orina hacia 1930.

## Miembros
Este sistema está compuesto por un gran número de proteínas, algunas de ellas pequeños polipéptidos y un grupo de enzimas que activan y desactivan los compuestos.

### Proteínas
El cininógeno de peso molecular elevado (CEPM) y el cininógeno de peso molecular reducido (CEPR) son precursores de los polipéptidos. Presentan actividad en sí mismos.
- El CEPM es un producto del hígado junto con la precalicreína (véase más adelante). Actúa principalmente como cofactor de la coagulación y la inflamación y no presenta actividad catalítica intrínseca.
- El CEPR se produce de forma local en numerosos tejidos y se secreta junto con la calicreína tisular.

### Polipéptidos
- Bradiquinina (BQ), que actúa en el receptor B2 y levemente en el B1, se produce cuando la calicreína la libera desde el CEPM. Se trata de un nonapéptido con la secuencia de aminoácido Arg-Pro-Pro-Gli-Fe-Ser-Pro-Fe-Arg.
- La Calidina (CD) es liberada desde el CEPR por la calicreína tisular. Se trata de un decapéptido.

## Enzimas
- Las Calicreínas (tisular y plasmática) son proteasas serinas que liberan cininas (BQ y CD) desde los cininógenos. La precalicreína es el precursor de la calicreína plasmática. No puede activar las cininas hasta que el factor XII u otros estímulos la han activado a ella.
- Las carboxipeptidasas están presentes en dos formas: N circula y M está fija en la membrana. Eliminan los residuos de arginina en el extremo carboxi de la BQ y la CD.
- La enzima de conversión de la angiotensina (ECA), también denominada cininasa II, inactiva una serie de mediadores péptidos, entre ellos, la bradiquinina. Sobre todo es conocida por activar las angiotensinas.
- La endopeptidasa neutra también desactiva las cininas y otros mediadores.

## Farmacología
La inhibición de ECA con inhibidores de la ECA supone un descenso de la angiotensina (un vasoconstrictor) aunque también, un incremento de la bradiquinina debido a la degradación disminuida. Esto explica por qué algunos pacientes tratados con IECA desarrollan una tos seca y algunos reaccionan con angioedemas, una tumefacción peligrosa de la región de la cabeza y el cuello.
Existe la hipótesis de que muchos de los efectos beneficiosos de los inhibidores ECA se deben a su efecto en el sistema calicreína-cinina, entre los que se cuentan los efectos en la hipertensión arterial, en la remodelación ventricular (tras un infarto de miocardio) y posiblemente en la nefropatía diabética.

## Importancia patológica
En general no se reconocen los trastornos del sistema calicreína-cinina en las enfermedades. Este sistema es objeto de muchos estudios de investigación por su relación con los sistemas de inflamación y de la presión sanguínea. La vía de las calicreinas, cuando activada por patógenos (endotoxinas), crea efectos similares a los de las citokinas proinflamatorias, contando con vasodilatación, aumento de la permeabilidad capilar y activación de leucocitos polimorfonucleares y macrófagos.